# Szwadron Kawalerii KOP „Druja”

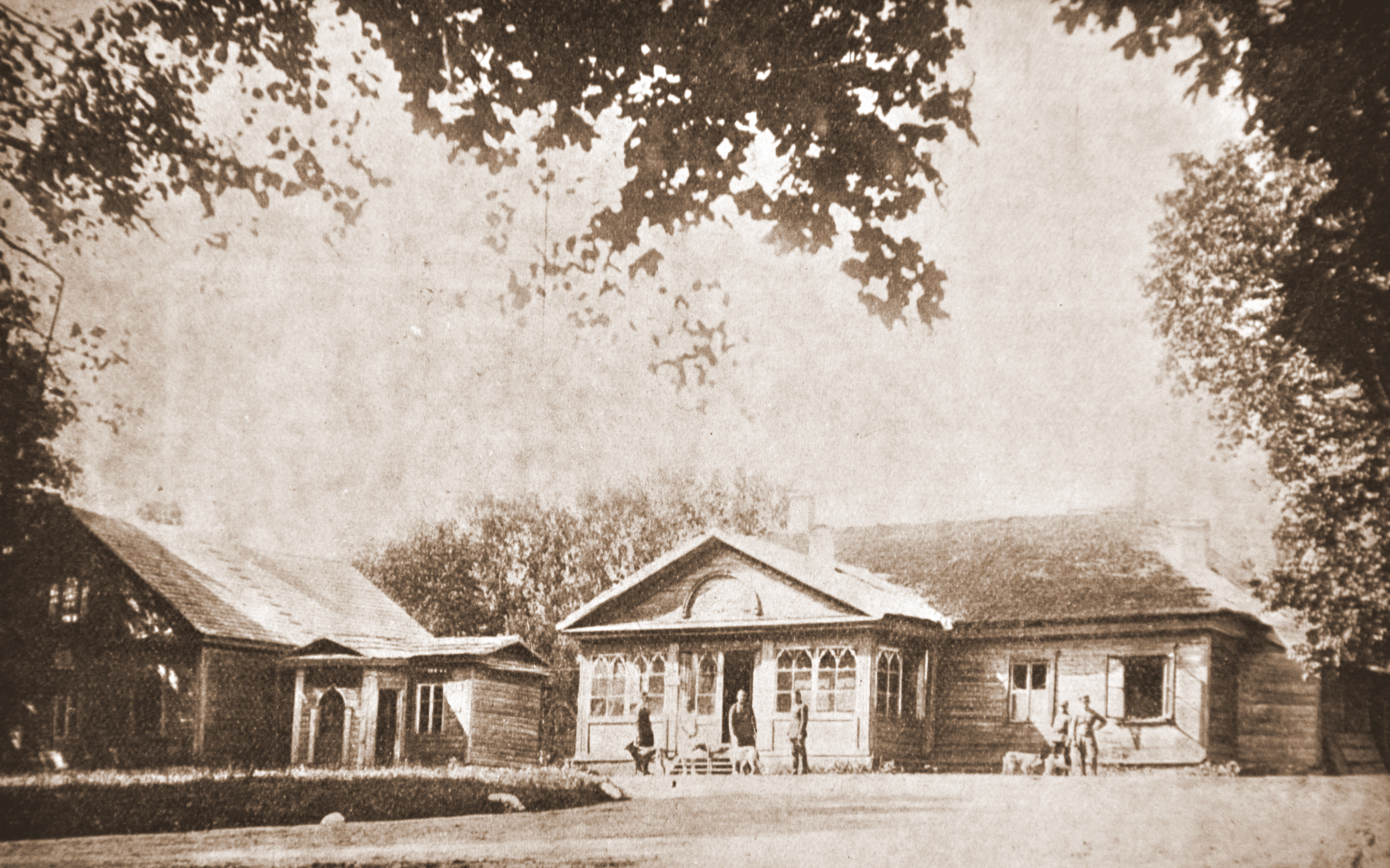
Koszary 18 szwadronu KOP
około 1927

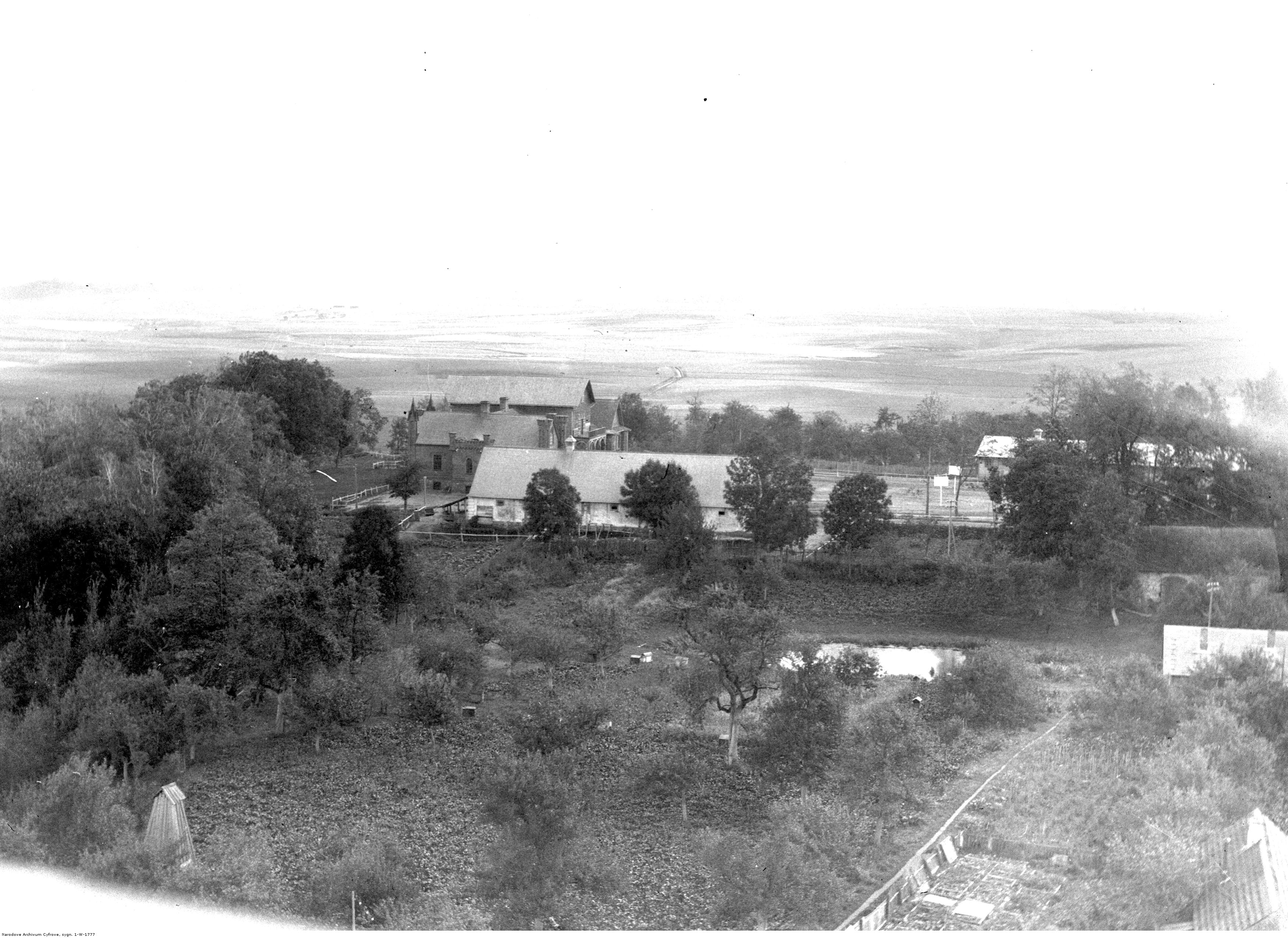
Koszary szwadronu kawalerii w byłym zamku sapieżyńskim w Druji

Szwadron Kawalerii KOP „Druja” – pododdział kawalerii Korpusu Ochrony Pogranicza.

## Formowanie i zmiany organizacyjne
Na posiedzeniu Politycznego Komitetu Rady Ministrów, w dniach 21-22 sierpnia 1924, zapadła decyzja powołania Korpusu Wojskowej Straży Granicznej. 12 września 1924 Ministerstwo Spraw Wojskowych wydało rozkaz wykonawczy w sprawie utworzenia Korpusu Ochrony Pogranicza, a 17 września instrukcję określającą jego strukturę. W 1925 został sformowany 18 szwadron kawalerii. W marcu 1926 szwadron został podporządkowany dowódcy 6 Brygady Ochrony Pogranicza. W skład szwadronu wchodzić miały cztery plutony liniowe i drużyna dowódcy szwadronu. Stany szwadronu były zbliżone do stanów szwadronów formowanych w 1924. Jednostką formującą był 21 pułk ułanów .
Szwadron był podstawową jednostką taktyczną kawalerii KOP. Zadaniem szwadronu było prowadzenie działań pościgowych, patrolowanie terenu, w dzień i w nocy, na odległości nie mniejsze niż 30 km, a także utrzymywanie łączności między odwodami kompanijnymi, strażnicami i sąsiednimi oddziałami oraz eskortowanie i organizowanie posterunków pocztowych. Wymienione zadania szwadron realizował zarówno w strefie nadgranicznej, będącej strefą ścisłych działań KOP, jak również w pasie ochronnym sięgającym około 30 km w głąb kraju. Szwadron był też jednostką organizacyjną, wyszkoleniową, macierzystą i pododdziałem gospodarczym .
W marcu 1926 szwadron przegrupowano na pogranicze polsko-łotewskie i użyto do bezpośredniej ochrony granicy.
W lipcu 1929 zreorganizowano kawalerię KOP. Zorganizowano dwie grupy kawalerii. Podział na grupy uwarunkowany był potrzebami szkoleniowymi i zadaniami kawalerii KOP w planie „Wschód”. Szwadron wszedł w skład grupy północnej. Przyjęto też zasadę, że szwadrony przyjmą nazwę miejscowości będącej miejscem ich stacjonowania. Obok nazwy geograficznej, do 1931 stosowano również numer szwadronu.
W 1934(?)1932 dokonano kolejnego podziału szwadronów. Tym razem na trzy grupy inspekcyjne. Szwadron wszedł w skład grupy północnej.
Jednostką administracyjną dla szwadronu był batalion KOP „Słobódka”.
W 1938 nastąpiła reorganizacja podporządkowania i struktur kawalerii KOP. Szwadrony zakwalifikowano do odpowiednich typów jednostek w zależności od miejsca stacjonowania. Szwadron zakwalifikowano do grupy I. Organizacja szwadronu kawalerii na dzień 20 listopada 1938 przedstawiała się następująco: dowódca szwadronu, szef szwadronu, drużyna ckm, drużyna gospodarcza, patrol telefoniczny i dwa plutony liniowe po cztery sekcje, w tym sekcję rkm . Liczył 2 oficerów, 1 chorążego, 8 podoficerów zawodowych, 2 podoficerów nadterminowych i 72 ułanów. Na uzbrojeniu posiadał 2 ckm, 2 rkm, 73 karabinki, 76 szabel. Posiadał też 83 konie wierzchowe. Szwadron wchodził w skład pułku KOP „Głębokie”.
W ramach mobilizacji częściowej zarządzonej 23 marca 1939 szwadron przegrupował się w rejon Wielunia, gdzie organizowany był ćwiczebny pułk kawalerii KOP podporządkowany dowódcy OK IV. Po przeformowaniu ćwiczebnego pułku kawalerii KOP w 1 pułk kawalerii KOP, w maju 1939 rozformowano szwadron kawalerii KOP „Druja”, a rtm. Gwido Salomon został dowódcą szwadronu gospodarczego 1 pułku kawalerii KOP.

## Żołnierze szwadronu
Dowódcy szwadronu
- rtm. Józef Duszyński z 26 puł. (od 28 II 1925)[28][29]
- rtm. Józef Skrzypkowski z 23 puł. (IV 1931[30] – III 1933)
- rtm. Tadeusz III Zieliński (X 1931[31] – 31 V 1935)[32]  (?)
- rtm. Bronisław Kulik z 4 puł. (III 1933[33] – 1937)[32]
- rtm. Gwidon Salomon z 14 puł. (1937[32] -1939[25][26])

Obsada personalna w marcu 1939
Ostatnia „pokojowa” obsada oficerska szwadronu
- dowódca szwadronu – rtm. Salomon Gwidon
- oficer szwadronu – por. Kazimierz Draczyński